# Štefan Soták
Štefan Soták (* 26. ledna 1927 Biel) je bývalý slovenský fotbalový obránce, trenér a činovník (funkcionář).

## Hráčská kariéra
Zaměstnání železničáře ho přivedlo z Prešova do Košic, kde začal roku 1947 nastupovat za ŠK Železničiari Sparta Košice (dobový název Lokomotívy). V letech 1949–1951 absolvoval základní vojenskou službu, kde téměř rok nehrál žádná soutěžní utkání. V československé lize hrál za ZSJ Dynamo ČSD Košice (dobový název Lokomotívy), aniž by skóroval. V roce 1956 dostal pracovní nabídku od Východoslovenských strojíren Košice, pročež zanechal hráčské a později i trenérské a funkcionářské činnosti.

### Prvoligová bilance
| Ročník             | Zápasy | Góly | Minuty | Klub                  |
| ------------------ | ------ | ---- | ------ | --------------------- |
| I. liga 1952       | –      | 0    | –      | ZSJ Dynamo ČSD Košice |
| CELKEM I. ČS. LIGA | –      | 0    | –      |                       |